# Персонажи цикла «Всадники Перна»
Персонажи серии научно-фантастических романов Энн Маккефри «Всадники Перна».

## Восьмой Интервал и Девятое Прохождение

### Главные персонажи

#### ИГИПС (АЙВАС)
Продвинутый компьютер под названием ИГИПС (Искусственная Голосовая Информационная Поисковая Система). Этот компьютер был найден Джексомом и Пьемуром, в то время как они производили археологические раскопки, в городе который был назван Посадочной Площадкой. Здание, где находился ИГИПС, было похоронено под слоем пепла из-за извержения вулкана. ИГИПС оставался в бездействии, начиная с событий романа Заря драконов приблизительно 2500 годами ранее. В этом компьютере был найден огромный объём давно хранившейся информации, потерянной обществом Перна, также ИГИПС утверждал, что был в состоянии устранить угрозу Нитей навсегда. ИГИПС ввёл много новых технологий, но нашлись некоторые люди, считавшие, что этот компьютер был угрозой старому образу жизни.

#### Ф’лар
Ф’лар — Предводитель Вейра Бенден и всадник бронзового дракона, Мнемента. Фактически Верховный правитель Перна. Он родился за 32 оборота до начала Девятого Прохождения Алой Звезды, его назвали Фалларноном. Его отец, Ф’лон, и его дед, С’лонер, были Предводителями Вейра во время Интервала. Его матерью был Ларна, которая умерла сразу после его рождения, и он был воспитан Манорой, Хозяйкой Нижних Пещер в Вейре Бенден и матерью его брата, Ф’нора.
После долгого Интервала Вейр Бенден был единственным населенным Вейром на Перне. Как и его отец, Ф’лар полагал, что Нити возвратятся, чтобы опустошить земли. Он взял на себя ответственность за то, что Перн должен быть защищен от Падения Нитей, и он даже пообещал Лордам, что уничтожит Нити полностью в их источнике, Алой Звезде.
Ф’лар был рьяным защитником правосудия, и был вовлечен во многие схватки, борясь за свои утверждения. Он также боролся и убил Фэкса, самозванного «Лорда Семи Холдов». Эта победа, привела к открытию способностей Лессы Руатской, которая стала кандидатом на последнее оставшееся яйцо королевы, и, в конечном счёте, успешно запечатлела Рамоту. Позже Ф’лар боролся ещё с Древними, а именно с Т’тоном (который бросил вызов ему, когда он предложил помощь другому Вейру) и Т’кулом (чей дракон, Салт, умер, пытаясь догнать Золотую Королеву).
Ф’лар и Лесса вместе управляли Вейром, согласуя всё между собой, также у них есть сын, Фелессан.
У Ф’лара темные волосы (позже описанные как седеющие), и янтарные глаза, которые он унаследовал от своего отца, Ф’лона.

#### Лесса
Лесса — Госпожа Вейра Бенден во время Девятого Прохождения и всадница золотого дракона Рамоты. У Лессы есть способность телепатически влиять на мысли и действия других, что сыграло свою роль в различных романах.
Лесса — дочь Кейла и Эдессы, Лорда и Леди Руата. Кейл был любезным человеком, и в обычные времена считался идеальным Лордом. Однако, Кейл недооценил жадность своего соседа, Фэкса, Лорда, завоевавшего к тому времени уже пять великих Холдов. Вскоре Фэкс уничтожил почти весь род Руата, а Лесса была вынуждена скрывать свою личность многие годы, работая на кухне Руата.
В юном возрасте она была уже очень упорной и независимой.
Когда всадники Бенден Вейра прилетели в Руат, с целью найти женщину с телепатическими способностями, чтобы запечатлеть Золотую Королеву, драконы, почувствовали талант Лессы, который она также использовала, чтобы втянуть всадника Ф’лара в борьбу с Фэксом, в которой выигрывает Ф’лар.
Вместо того, чтобы принять в наследование Холд Руат после смерти Фэкса, Лесса неохотно передаёт её право как наследника Джексому, сына её дальней родственницы Леди Геммы, на которой Фэкс женился, чтобы официально управлять Руатом. Лессу привозят в Бенден Вейр, чтобы она стала единственной Госпожой Вейра на Перне. Она объединяет свои силы с Предводителем Вейра, Ф’ларом, чтобы бороться с Падением Нитей. Известна тем,что обнаружила, что драконы могут путешествовать как во времени, так и в любое место. Лесса, использовав эту способность драконов и рискнув единственной Золотой Королевой, отправляется на 400 оборотов назад, чтобы попросить о помощи Вейры. Лесса убеждает всадников в конце Восьмого Прохождения полететь с ней в будущее и продолжить бороться с угрозой Нитей, которая снова угрожает жизни на Перне. Этих откликнувшихся на просьбу Лессы всадников, стали называть Древними, которые вскоре стали сопротивляться правлению Лессы и Ф’лара.
Сначала, Лесса изображается, чрезвычайно необщительной, циничной. В ходе описания книг, однако, она понимает свою роль и хорошо управляет Вейром, также со временем у неё развились по-настоящему нежные отношения с Ф’ларом. Хотя она часто несдержанна, и иногда использует свою способность влиять на настроение других, и затрагивает внимание всадников с помощью её таланта говорить со всеми драконами.
Лесса — миниатюрная женщина, с чрезвычайно длинными, толстыми темными волосами. Её Королева Рамота — самая большая из драконов на планете, 45 футов длину.
Ф’лессан её единственный ребёнок, часто описываемый, как слишком опасный для неё, ведь Лесса почти умерла во время родов. В более ранних книгах она выражает горечь, что она не похожа на Килару, другой Госпожой Вейра, известной её плодовитостью.
В романе Небеса Перна она признает, что оставила заботу о Ф’лессане его кормилице, и что она действительно никогда не обращала много внимания на него. Манора ответила, что так и ожидалось от неё, потому что она была Госпожой Вейра.

#### Ф’лессан
Ф’лессан — всадник бронзового Голанта.
Ф’лессана при рождении назвали Фелессаном, он является сыном Предводителей Вейра, Ф’лара и Лессы. Так как Лесса почти умерла, рождая его, у него нет никаких родных братьев. По материнской линии Ф’лессан приходится внуком Лорду Руата, Кейлу, который был убит Фэксом, так же как почти вся его семья.
Когда Ф’лессан был ребёнком, он тесно общался с лордом Руата, Джексомом. В раннем подростковом возрасте Ф’лессан запечатлил бронзового, Голанта, из потомства Мнемента и Рамоты, драконов его родителей. Позже Ф’лессан влюбился в Тай, молодую зелёную всадницу Заранты в романе Небеса Перна. У него есть три сына, включая С’лана, коричневого всадника.
Именно Ф’лессан обнаружил и восстановил оставленный Холд Хонсю, который он назвал «Вейр-Холд Хонсю».
Ф’лессан и его дракон были ранены при нападении животных из семейства кошачьих в романе Небеса Перна, но вскоре были восстановлены, хотя его дракону надолго препятствовали летать.

#### Ф’нор
Фаманоран или Ф’нор является всадником коричневого дракона, Канта, и сыном бывшего Предводителя Бенден Вейра, Ф’лон и Хозяйки Нижних Пещер Маноры, и брат Ф’лара. Он управляет вторым крылом в Бендене.
Ф’нор — главный персонаж в книгах, в особенности в книге: «Странствия дракона»; известен из-за полёта на Алую Звезду, в попытке уничтожить Нить в её источнике. Эта попытка была неудачна, поскольку на Алой Звезде не было условий для поддержания жизни человека или же дракона, и почти привела к их смерти.
Жена Ф’нора — Брекки, бывшая всадница золотой королевы Вирент, за которой, в первые в истории, в брачный полет поднялся коричневый дракон; родившая двух сыновей.

#### Джексом
Джексом — Лорд Руата и всадник белого дракона. Он был объявлен наследником после смерти его матери, Леди Геммы, и был воспитан бывшим всадником Лайтолом. Джексом вызывал противоречия среди Лордов Перна, потому что запечатлил белого дракона, Рута, когда ему было одиннадцать оборотов. Позже, он стал героем, хотя он и пытался скрыть это, вернув яйцо Золотой Королевы Бенден Вейра, Рамоты, от непослушных Древних, которые украли его, пытаясь повторно населить их Вейр. Он был также одним из центральных героев, решивших освободить Перн от Падения Нитей навсегда.
Джексом рождается приблизительно за пять Оборотов (лет) до начала Девятого Прохождения Алой Звезды, пока Ф’лар и Ф’нор вели поиск кандидатов на последнее яйцо Королевы заключительного кладки Неморты, золотой  драконихи. Его мать, Леди Гемма, жена Фэкса умирает, рождая его.
Фэкс первоначально соглашается признать Джексома наследником Руата, но вскоре решает изменить своему слову и нападает на Ф’лара. Ф’лар убивает Фэкса в поединке, оставляя Джексома сиротой.
Дилана вскормила его, а Лайтол воспитывал, пока Джексом не стал достаточно взрослым, чтобы быть Лордом.
Во время посещения Бенден Вейра, Джексом и его друг Фелессан (позже Ф’лессан) рискуя, следят за кладкой яиц Рамоты, и Джексом выражает беспокойство о самом маленьком яйце. На их пути назад, исследуя задние туннели Вейра, эти два мальчика обнаруживают ранее неизвестную комнату с диаграммами и микроскопом, оставленные Древними. Когда Джексом возвращается в Вейр, начинается Запечатление, и в том самом белом яйце птенец был не в состоянии разбить скорлупу, и Джексом, разбив её, запечатлел Рута. Это событие многие считают неприятностью, поскольку Джексом должен стать Лордом. Кроме того, дракон и его всадник должны жить в Вейре, но Джексом, как будущий Лорд должен жить в своем Холде, и ясно, что он не может жить в двух местах в одно и то же время. Эта проблема была решена Лайтолом, который сказал, что любое место, где дракон живёт, является по сути вейром, если Рут должен жить в конюшне Руата, конюшня становятся вейром….. Рут, как ожидалось, не достиг размера, который позволил бы ему присоединиться к борющемуся с Нитью Крылу Вейра.
Повзрослев, Рут становится главным другом Джексома, также он находит друзей среди других студентов в Зале Арфистов, Цехе Кузнецов и в Вейре. Он также изучает, как перемещаться в Промежутке и сжигать Нити. Поскольку Рут владеет особым талантом, знанием того, в каком времени он находится, он и Джексом играют главную огромную роль в уничтожении Нитей навсегда.
Джексом бросил вызов Лорду Южного, Торику, женясь на Шарре, которая была великим целителем. Шарра — почти единственная из всех людей, которая может слышать мысли Рута.
Шарра родила двух мальчиков: Джерола и Шавана.

#### Шарра
Выросла в Южном Холде на Южном Континенте. Она целитель и супруга Джексома, Лорда Руата. Вместе у них двое детей: Джерол и Шаван. Она играет важную роль в уничтожении Нитей.

#### Робинтон
Робинтон — центральный персонаж во многих различных романах серии «Всадники Перна» о Девятом Прохождении. Когда Энн Маккефри написала о нём в Полёте дракона, его персонаж был отрывочным представлением ремесла в Зале Арфистов. В Странствиях дракона его персонаж уже более полно развитый, и этот процесс был продолжен в следующих романах: Песни Перна, Певица Перна и Барабаны Перна. В Мастере-арфисте описывается история молодого Робинтона, в которой объясняется, почему он холост.
Истории из юной жизни Робинтона позволили Маккефри развивать по ходу описания таких персонажей как: Ф’лон (отец Ф’лара и Ф’нора), Сильвина, Камо и Шонегар из Зала Арфистов. Маккефри также использовала описание Робинтона, чтобы расширить историю Фэкса, разрешая Робинтону обеспечить дополнительный взгляд на уже известную историю.
Робинтон, как Мастер-арфист Перна, воплощает идеального арфиста по мнению Маккефри. Имея музыкальный талант, он превзошел своих родителей, составляя популярные песни с самого его детства, становясь хорошим подмастерьем, но уже выдающимся арфистом в пятнадцать оборотов. Столкнувшись с профессиональной ревностью (которая вызвала отчуждение у его отца по отношению к Робинтону) подобно тому, как это было с Менолли и Пьемуром в Песнях Перна и Барабанах Перна.
Мудрый дипломат, учитель и лидер, он помог Предводителям Бенден Вейра, Лессе и Ф’лару, с возвращением Нитей и Древних, получить любовь и уважение всех на Перне. Конечно, у него были недостатки в характере такие, как его большое пристрастие к вину (особенно к Бенденскому), который, как говорили, спасло его жизнь в Белом драконе, когда он перенес сердечный приступ.
Тогда Робинтон, в конечном счете, пониженный до мастера-арфиста, поселился в Бухте. У него появились близкие друзья: Лайтол, бывший Оберегающий Лорда Руата и бывший коричневый всадник (упомянутый как зелёный всадник в Полёте дракона, Д’рам, всадник бронзового Тирота и бывший Предводитель Вейра Иста. Эта дружба отражает уменьшение изоляции и автономии в каждых Вейрах, Цехах и Холдах.
На открытие Посадочной Площадки и Искусственной Голосовой Информационной Поисковой Системы (ИГИПС) в конце Отщепенцев Перна, Робинтон, Д’рам и Лайтол приняли совместное управление Посадочной Площадки, воссоединив усилия, чтобы закончить Падение Нитей и модернизировать общество Перна. Во Всех Вейра Перна, люди, думающие, что прогресс несет только разрушительную влияние на общество, пытались покончить с ИГИПСом, подлив в вино Робинтона снотворное (наркотик), они похитили его и хотели получить выкуп: уничтожение ИГИПСа. Робинтон был быстро найден и спасен, но последствия передозировки сказались на здоровье Робинтона. После того, как орбита Адой Звезды был изменена, и узнав, что это Прохождение будет последним, Робинтон мирно скончался в здании ИГИПСа, вскоре после этого компьютер сам отключил себя. Файр Робинтона, Заир, как дракон после смерти своего партнёра-всадника, умер вместе с ним.
Робинтон был похоронен в водах своего любимого Холда Бухты. Его смерть символизировала конец великой борьбы с Нитями, которая уничтожала жизни многих пернитов, начиная со времени колонизации Перна.

#### Менолли
Менолли — высокая, худая, темноволосая девушка. Она выросла в Холде Полукруглом возле моря, где она помогала арфисту Петирону (отцу Робинтона), в преподавании детям обучающих баллад, также она пишет собственные песни, и с детства мечтала стать арфистом. Её родители неохотно позволили Менолли продолжить обучение детей музыке после смерти Петирона, так как в их Холде не было другого арфиста. Когда она глубоко поранила руку, потроша рыбу, ранение было вылечено неправильно специально, чтобы Менолли больше не могла играть на музыкальных инструментах. Также её родители запретили ей петь, когда в Холд пришел на замену новый арфист, так как они считали, что не подобает девушкам делать такие вещи. Позже Менолли была жестоко избита просто за сыгранную мелодию.
Менолли убежала из дома и спряталась в пещере, где она запечатлела девять огненных ящериц, файров: золотую Красулю, бронзовых Крепыша и Нырка, коричневых Кривляку, Лежебоку, и Домового, голубого Дядюшку и зеленых Тетушку Первую и Тетушку Вторую. Будучи далеко от своей пещеры, во время Падения Нитей, Менолли была спасена коричневым всадником и привезена в Бенден Вейр. После праздника Запечатления, в ней, наконец, Мастер Арфистов Перна, Робинтон обнаружил ученика Петирона, упомянутого в сообщениях в Зале Арфистов.
В Цехе Арфистов Менолли подружилась с Камо, Пьемуром, Аудивой, Сильвиной, и Сибеллом. Не все одобрили то, что девушка стала арфистом, и она была жертвой зависти (особенно среди учениц) из-за её файров. Будучи талантливой ученицей, она поднялась до звания подмастерья через неделю со дня её прибытия в цех. Она написала много популярных песен, таких как «Песня об огненной ящерице» и «Баллада Брекки» — эти песни помогали передавать новости и текущие события на Перне. В конце концов она вышла замуж за Сибелла, у неё трое детей (старший Робс), также она стала мастером-арфистом, оказывала поддержку в истребление Перна от Нитей навсегда. Её песни были очень важны для развивающегося общества Перна.

#### Сибелл
Преемник Робинтона как Мастер Арфистов Перна, владелец огненной ящерицы Кими, муж Менолли.

#### Пьемур
Пьемур (Паймур) — сын фермера и торговца рогатым скотом, был взят в Зал Арфистов в качестве ученика из-за превосходного голоса, которым он обладает, хотя у него очень мало способностей относительно других навыков арфистов. Пьемур отдан в учение Шонегару, мастера голоса. Из-за своего маленького роста Пьемур был вынужден развивать другие таланты, чтобы остаться в Зале Арфистов, и поэтому становится известным, как озорной человек, приносящий вред и игнорирующий инструкции Цеха Арфистов.
Когда во время Певицы Перна Менолли достигает Цеха Арфистов (хотя это и описывается в Певице Перна прежде всего глазами Менолли), Пьемур — один из первых познакомился с ней. Сначала этот интерес был вызван просто любопытством относительно владения Менолли девятью огненными ящерицами, хотя он и вырастает до близкой дружбы в Песнях Перна, второй книге в трилогии Цеха Арфистов. У Пьемура были сомнения относительно его будущего в Цехе Арфиста, неуверенный в том, что случится с ним, когда его голос сломается, и Пьемур делится этими сомнениями с Менолли, которая убеждает его в большей степени сосредоточиться на настоящем.
Голос Пьемура начинает ломаться в самое неудобное время для многих из жителей Цеха Арфистов, включая и Пьемура в первую очередь, поскольку он должен был играть главную роль в музыкальном представлении весной, собираются, который требовал прекрасного голоса, которым больше не обладал Пьемур, и другой ученик был вынужден взять его роль. Момент не является, однако, неудобным для Мастера Арфистов Перна, у которого были свои планы относительно Пьемура после неизбежного исчезновения его голоса. В процессе адаптации Пьемура к жизни в Цехе, являясь одним из самых маленьких учеников, он узнал, что информация была одним из главных способов сохранения своего места в Цехе, также выяснилось, что у него есть естественная тяга к собиранию информацию о различных людях по кусочкам. На этот талант обращает внимание мастер-арфист, Менолли, и Пьемур становится личным подмастерьем Робинтона. Об этом неизвестно остальной части Цеха, кроме Робинтона, его двух подмастерьев (Менолли и Сибелла) и мастера барабанов, Олодки, к которому Пьемур официально отдан в учение, чтобы узнать сложные барабанные коды, используемые для связи на Перне. Его предупредили, что ему придется быть осторожным к тому, где он на самом деле учился, и Пьемур рассматривает это как испытание на его способность оставаться осторожным.
Другие ученики-арфисты на Барабанной вышке, зная репутацию Пьемура, пытались запугать его, потому что ожидали, от него вреда в ответ. Пьемур же считал, что это тест, и он должен молчать о запугивании, чтобы доказать свою осмотрительность. Кульминацией этой истории стало то, что другие ученики смазали жиром лестницу, ведущую на Барабанную вышку: Пьемур подскальзывается и падает, хотя ему и повезло, что он избежал тяжёлого сотрясения мозга. После этого инцидента он уходит из учеников на Барабанной вышке.
Когда Пьемур выздоравливает после своего падения, Мастер Робинтон поручает ему миссию с подмастерьем Сибеллом.